# Basilia Sanz Murillo
Basilia Sanz Murillo (Éibar, 30 de octubre de 1965) es una política española, senadora en las viii y x legislaturas por la provincia de Sevilla.

## Biografía
Nace en 1965. Su padre es Senén Sanz Bartolomé, ya fallecido, y su madre Carmen Murillo. Está casada desde 1974 con Francisco Toscano. Tras casarse fueron a vivir a Dos Hermanas.
Fue senadora por la provincia de Sevilla durante dos etapas, desde 2004 a 2008, y, posteriormente, desde 2011 a 2015. En la VIII y X Legislatura.
Ingresa en el PSOE en 1986, comenzando como miembro de la ejecutiva provincial (1987-1992), vicepresidenta del comité de Andalucía (1989-1992). Además formo parte de varios comités locales, primero como vocal y después llego a desempeñarse como secretaria de la mujer. Fue delegada de Fomento y Juventud, (1995 a 1999), portavoz y coordinadora municipal en el Ayuntamiento de Dos Hermanas, cargo que ocupó desde 1999 a 2003. Además, ha sido teniente de alcalde, como primero y segundo. Delegada de Relaciones Humanas desde 2003.
Ha sido diputada provincial desde 2003 a 2004. En 1994 es elegida presidenta de prensa de la Comisión de la Ejecutiva Provincial hasta 1996, y por último, fue secretaria ejecutiva en la primera Comisión Ejecutiva Federal de José Luis Rodríguez Zapatero y, posteriormente, presidenta de la Comisión de Garantías Federal.